# Йорданес
Йорданес (на гръцки: Ιορδάνης) е византийски чиновник и историк от остготски произход, живял в Мизия през VI век. Неговата книга, наречена по-късно „Гетика“ (Getica / De origine actibusque Getarum – За произхода и делата на гетите (готите), е написана на латински около 551 г. и базирана на изгубената история на Касиодор, е основен източник за ранната история на готите. По майчина линия произхожда от рода на остготския крал Теодорих.
В своето произведение той излага подробно историята на готите, като започва от описание на тяхната прародина – остров Скандза (предполага се поради звуковата прилика, че става дума за днешна Скандинавия). Важна особеност на произведението е смесването на две сюжетни линии за миналото на готите, според някои автори дори и взаимно изключващи се. Описва преселенията им към Черно море и разгрома им. Описва и създаването на Остготското кралство в Италия.
Йорданес дава и ценни сведения за славяните.
Друг негов труд е хрониката „Романа“ (на латински: De summa temporum vel origine actibusque gentis Romanorum), също от 551 г. Тя предава римската история от Ромул до Юстиниян.